# Leiosella idia
Leiosella idia är en svampdjursart som beskrevs av de Laubenfels 1932. Leiosella idia ingår i släktet Leiosella och familjen Spongiidae. Inga underarter finns listade i Catalogue of Life.